# Johan Henric Kellgren
Johan Henric (o Henrik) Kellgren (1751-1795) fue un poeta y crítico sueco, considerado el primer autor en componer una prosa fluida en idioma sueco.

## Biografía
Nacido en Floby, Västergötland, en el oeste de Suecia, estudió en la Universidad de Åbo (Turku), donde logró cierta reputación como poeta; en 1774 logró un puesto en la escuela como profesor de Estética, y tres años más tarde se mudó a Estocolmo, donde en 1778 comenzó a publicar el periódico Stockholmsposten junto con Carl Lenngren, hasta 1788, en que Kellgren se convirtió en su único editor. En 1780 se convirtió en bibliotecario de Gustavo III de Suecia, y su secretario personal en 1785. Tras la creación de la Academia Sueca, Kellgren fue elegido como miembro en 1786. Murió en Estocolmo el 20 de abril de 1795.

## Trayectoria literaria
Su fuerte tendencia satírica hizo que Kellner se viera envuelto en numerosas polémicas, la más importante con el también crítico Thomas Thorild, a quien dedicó su sátira Nytt försök till orimmad vers. Sin embargo, sus obras satíricas se ven perjudicadas por su falta de sentido del humor. Sus obras poéticas contienen elementos líricos y dramáticos, y muchas de sus obras teatrales se basan en argumentos escritos por el propio rey Gustavo III. Las canciones intercaladas en las cuatro óperas que el rey y el escritor compusieron conjuntamente (Gustaf Vasa, Gustaf Adolf och Ebba Brahe, Aeneas i Carthago, y Drottning Kristina), son en cambio obra de Kellgren. 
A partir de 1788 se comienza a percibir un tono más sombrío en los versos de Kellgren, en parte a causa de la influencia de Lessing y Goethe, pero también, quizás más directamente, a causa de su polémica con Thorild. De los poemas escritos antes de esa fecha, los más importantes son la canción a la primavera Vinterns valde lyktar, o los poemas satíricos Mina Löjen y Man äger ej snille för det man är galen. De su segundo periodo, las mejores composiciones son la sátira Ljusets fiender, el poema cómico Dumboms lefverne, el patriótico Kantatd. i. Jan. 1789, la oda Till Kristina, el fragmento titulado Sigwart och Hilma o la canción Nya skapelsen. Algunos de sus poemas se encuentran entre la mejor poesía producida durante el periodo "Gustaviano" de la literatura de Suecia. Sus primeras obras, en efecto, expresan la superficialidad y frivolidad que caracterizaron a esta época; pero sus poesías de la segunda etapa no son ya la obra de un mero "poeta del placer", como le definió Thorild, sino la expresión sincera de sus pensamientos morales en versos armoniosos y melodiosos.
Sus Samlade skrifter ("Obras completas", 3 vols., 1796; existe una edición posterior de 1884-1885) fueron revisadas por él mismo. Su correspondencia con Rosenstein y con Clewberg fue publicada por H. Schück (1886-1887 y 1894).